# Alfred Enoch
Pour les articles homonymes, voir Enoch.
Alfred Enoch né le 2 décembre 1988 à Westminster en Angleterre, est un acteur anglo-brésilien

## Biographie
Il naît à Westminster en Angleterre. Il est le fils de l'acteur britannique William Russell et de la physicienne brésilienne d'origine barbadienne Balbina Gutierrez Lewis.
Il a fréquenté l'école publique Westminster School à Londres. Il obtient par la suite son diplôme à la The Queen's College, option portugais et espagnol.
Il parle couramment le portugais.

## Carrière
En novembre 2001, Alfred Enoch commence sa carrière avec le personnage de Dean Thomas dans Harry Potter à l'école des Sorciers. Il a interprété ce personnage de cette date jusqu'en 2011. Il apparaît dans tous les films de la saga Harry Potter.
Après Harry Potter, il va jouer dans un certain nombre de pièces de théâtre à Londres, comme Coriolan, Antigone ou encore Timon d'Athènes.
En 2014, il joue dans l'épisode Le Signe des trois de la troisième saison de la série télévisée Sherlock, où il incarne Bainbridge, un garde royal retrouvé par les deux héros blessé dans les douches.

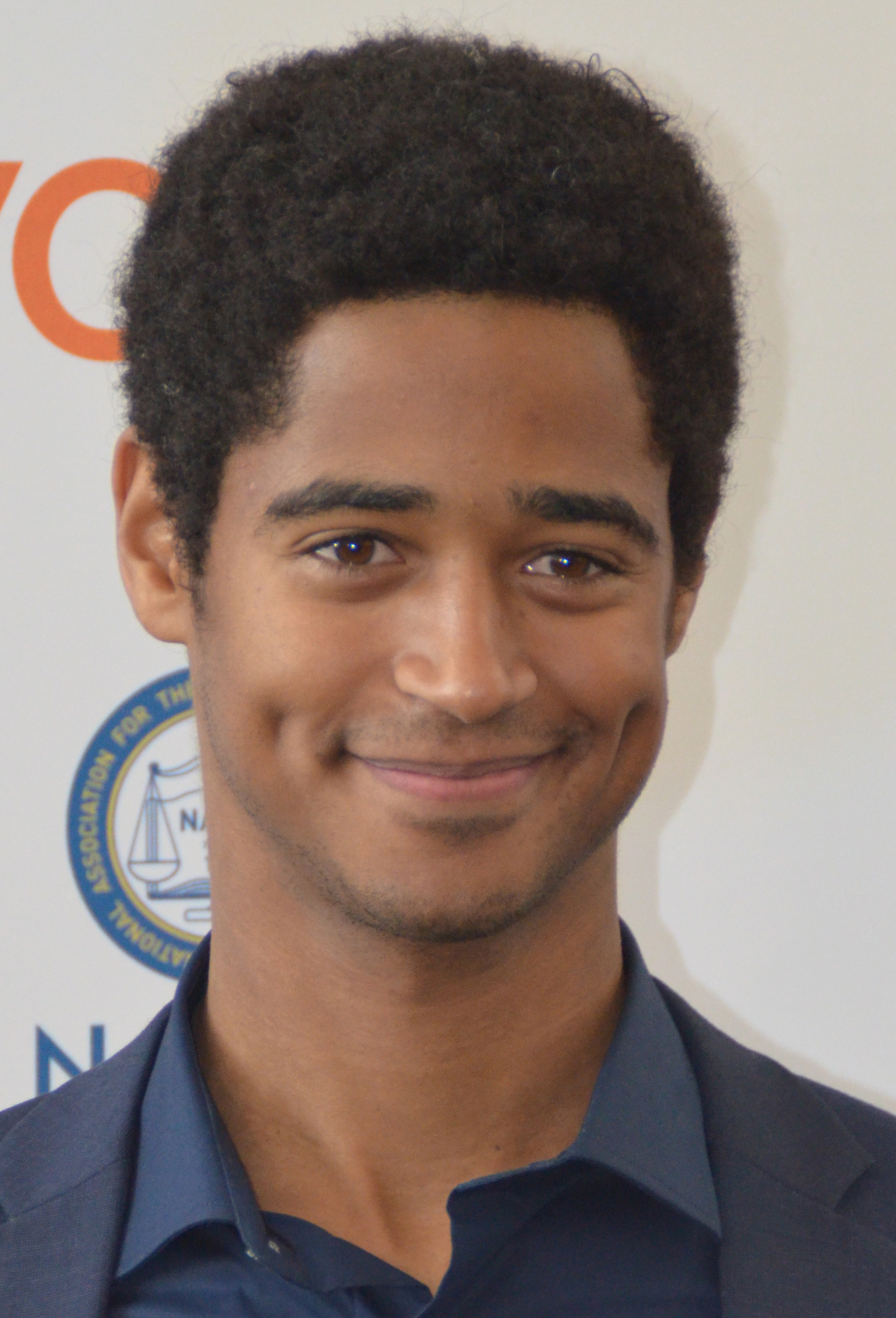
Alfred Enoch aux NAACP Image Awards en 2014.

Il intègre le casting de la série télévisée How To Get Away With Murder en 2014 diffusée sur ABC. Il joue le rôle de Wes Gibbins. Il interprète ce rôle jusqu'en 2017. Il reviendra, en 2019, pour la dernière saison sous les traits de Christopher Castillo, le fils de Wes et Laurel.
En 2018, il joue dans la mini-série Troie : La Chute d'une cité diffusée sur BBC One et Netflix.

## Vie privée
Courant 2016, les médias annoncent l'officialisation de sa relation avec sa partenaire rencontrée sur le tournage de la série télévisée Murder, Aja Naomi King. Très active sur les réseaux sociaux, elle y fait plusieurs allusions sans jamais confirmer ou non cette information.

## Théâtre
- 2012 : Timon of Athens (National Theatre Live) mise en scène de Nicholas Hytner, Royal National Theatre, Londres : Philotus
- 2013 : Coriolanus (National Theatre Live), mise en scène de Josie Rourke, Royal National Theatre, Londres : Titus Lartius
- 2016 : King Lear, mise en scène de Michael Buffong, Talawa Theatre Company (en), Londres : Edgar
- 2018 : Red, mise en scène de Michael Grandage, Wyndham's Theatre (en), Londres : Ken

## Filmographie

### Cinéma

#### Longs métrages
- 2001 : Harry Potter à l'école des Sorciers (Harry Potter and the Philosopher's Stone) de Chris Columbus : Dean Thomas
- 2002 : Harry Potter et la Chambre des Secrets (Harry Potter and the Chamber of Secrets) de Chris Columbus : Dean Thomas
- 2004 : Harry Potter et le Prisonnier d'Azkaban (Harry Potter and the Prisoner of Azkaban) d'Alfonso Cuaron : Dean Thomas
- 2005 : Harry Potter et la Coupe de Feu (Harry Potter and the Goblet of Fire) de Mike Newell : Dean Thomas
- 2007 : Harry Potter et l'Ordre du Phénix (Harry Potter and the Order of the Phoenix), de David Yates : Dean Thomas
- 2009 : Harry Potter et le Prince de Sang-Mêlé (Harry Potter and the Half-Blood Prince), de David Yates : Dean Thomas
- 2010 : Harry Potter et les Reliques de la Mort, partie 1 (Harry Potter and the Deathly Hallows – Part 1) de David Yates : Dean Thomas
- 2011 : Harry Potter et les Reliques de la Mort, partie 2 (Harry Potter and the Deathly Hallows – Part 2) de David Yates : Dean Thomas
- 2020 : Medida Provisória de Lázaro Ramos : Antonio Rodrigues
- 2020 : Tigers de Ronnie Sandahl : Ryan
- 2020 : What a Carve Up ! de Tamara Harvey  : Raymond Owen
- 2021 : The Picture of Dorian Gray de Tamara Harvey : Harry Wotton
- 2023 The Critic d'Anand Tucker

### Télévision

#### Séries télévisées
- 2013 : Broadchurch : Sam Taylor (1 épisode)
- 2013 : Mount Pleasant : Alex (1 épisode)
- 2014 - 2020 : How To Get Away With Murder : Wes Gibbins (54 épisodes) & Christopher Castillo (2 épisodes)
- 2014 : Sherlock : Bainbridge, un garde royal (1 épisode)
- 2018 : Troie : La Chute d'une cité : Énée (8 épisodes)
- 2019 : Trust Me (en) : Jamie McCain (saison 2, rôle principal)
- 2019 : Great Performances : Ken
- 2019 : Secret Médical : Caporal Jamie McCain
- 2021 : Foundation : Raych Seldon (4 épisodes)
- 2025 : Miss Austen : Mr Lidderdale (4 épisodes)

#### Émission
- 2022 : Harry Potter : Retour à Poudlard (Harry Potter 20th Anniversary: Return to Hogwarts) de Casey Patterson : lui-même (épisode spécial ou réunion spéciale)

### Téléfilms
- 2022 : This is Christmas : Adam